# Lætitia Sadier

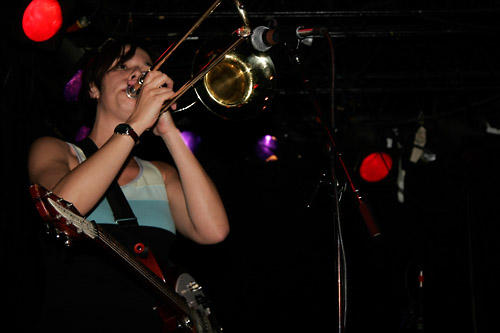
Lætitia Sadier, jouant du trombone.

Lætitia Sadier (née le 6 mai 1968 et parfois appelée Seaya Sadier) est une musicienne française qui est surtout connue comme étant la chanteuse du groupe de pop expérimentale Stereolab.

## Biographie
Elle rencontre à la fin des années 1980 le guitariste de McCarthy, Tim Gane, lors d'un concert parisien. Une relation à la fois amoureuse et musicale commence ensuite en 1990. Ils forment Stereolab qui devient l'un des groupes les plus influents des années 1990. Stereolab collabore aussi avec de nombreux musiciens importants, notamment avec la chanteuse Brigitte Fontaine et le groupe expérimental britanniques Nurse With Wound. En 1997, Sadier prête sa voix à Schnick Schnack Meltmade sur l'album de Mouse on Mars Autoditacker et, avec sa complice Mary Hansen exécutent la partie vocale le leur EP Cache Cœur Naïf. Lætitia Sadier est un élément clé de l'identité sonore de Stereolab, grâce à sa manière bien particulière d'interpréter ses textes. Elle les écrit aussi bien en français qu'en anglais, dans une langue souvent atypique, absurde et décalée. Outre le chant, elle joue également des claviers, des percussions, de la guitare et, plus récemment, des cuivres.
En 1994, on peut l'entendre chanter en français sur la chanson To the End de Blur, qui devient un single classé dans les 20 meilleures ventes. En 1996, elle forme un groupe annexe, Monade, avec Rosie Cuckston de Pram. Les singles The Sunrise Telling and Witch Hazel/Ode to a Keyring sortent en 1997. En 2002, elle chante le refrain de la chanson New Wave sur l'album Electric Circus de Common. Le premier album de Monade, Socialisme Ou Barbarie: The Bedroom Recordings est publié en 2003 chez Duophonic Records en Europe et chez Drag City aux États-Unis. Leur deuxième album, A Few Steps More, voit le jour en 2004 chez Too Pure. La même année, elle chante sur la chanson Haiku One du groupe Sigmatropic, parue sur l'album Sixteen Haiku & Other Stories, mettant en musique les mots du poète grec Georges Séféris. Monstre cosmic, le troisième album de Monade, parait en février 2008 chez Duophonic/Beggars banquet. En 2009 elle a prêté sa voix sur la chanson Kira Faster, pour le troisième album du groupe Angil & the Hiddentracks (mai 2010).
Malgré son second groupe, Lætitia Sadier est restée un membre actif de Stereolab et a enregistré une série de singles avec eux en 2005 et 2006. Ces enregistrements ont été compilés sur le disque de 2006 intitulé Fab Four Suture. 
Lætitia et Tim ne sont plus en couple. Ils ont eu ensemble un enfant, Alex, en 1998.
Lætitia Sadier a sorti fin septembre 2010 un premier album solo The Trip (Rough Trade), produit par Emmanuel Mario et Richard Swift. L'album est composé de ballades mélancoliques, et de morceaux pop frais et jazzy.
En août 2011, le groupe Beirut annonce que Laetitia Sadier l'accompagnera lors de sa tournée en septembre et octobre 2011.
Le deuxième album solo, Silencio, sort en 2012.
Le troisième album solo, Something Shines, sort le 22 septembre 2014 chez Drag City. Il a notamment été enregistré au studio AquaSerge, studio concept situé dans les Pyrénées. Côté style, Lætitia Sadier continue à développer sa pop subtile, dans la lignée de ses prestations au sein de Stereolab. Le disque bénéficie de critiques positives, et d'une tournée européenne entre fin 2014 et début 2015. Le premier single est Then I will love you again.

## Discographie
- 2010 - The Trip
- 2012 - Silencio
- 2014 - Something Shines
- 2017 - Find Me Finding You
- 2024 - Rooting for Love